# Slutvinjett (typografi)

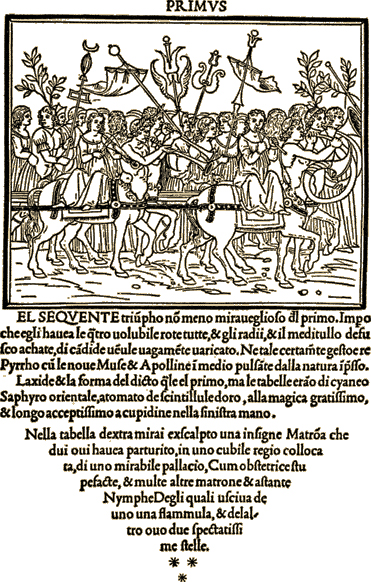
Text i slutvinjettform placerad närmast ovanför en slutvinjett

Slutvinjett är i typografiska sammanhang en vinjett, en dekorativ bild, i slutet av en sida, ett kapitel eller en bok.
Slutvinjetten är ett ornament, som traditionellt är en abstrakt teckning i triangulär form med spets nedåt.

## Bildgalleri

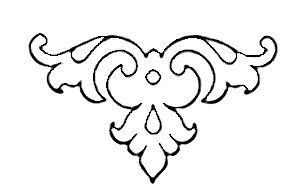
Abstrakt ornament som slutvinjett
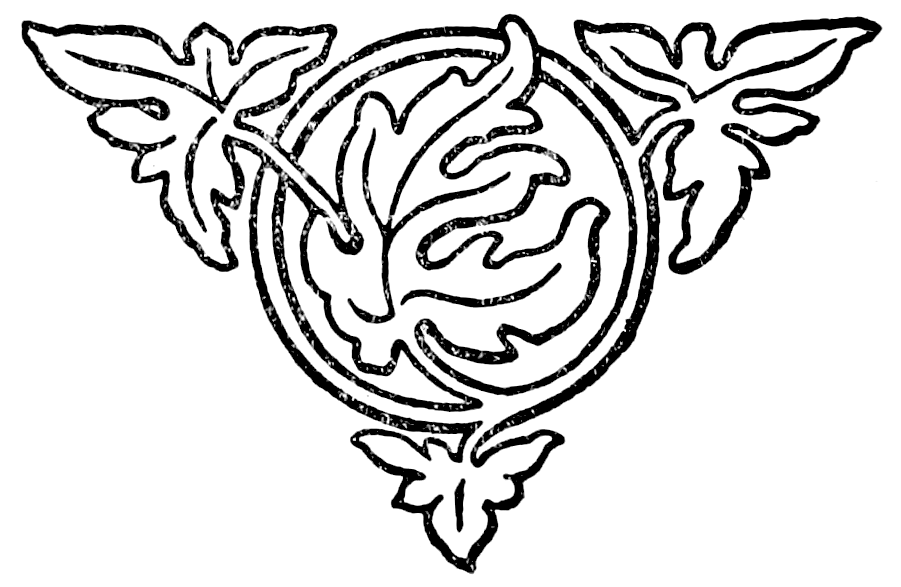
Blomsterormanent som slutvinjett